# Hajen (1904)
Hajen – pierwszy szwedzki okręt podwodny z początku XX wieku. Jednostka została zwodowana 16 lipca 1904 roku w krajowej stoczni Örlogsvarvet w Sztokholmie, a w skład Svenska marinen wcielono ją 18 listopada 1904 roku. W 1909 roku „Hajen” utracił swą nazwę, otrzymując numer taktyczny 1 (szw. Undervattensbåten No 1). Okręt został wycofany z czynnej służby w 1919 roku i skreślony z listy floty 25 sierpnia 1922 roku. Od 1932 roku jednostka pełni rolę okrętu-muzeum, eksponowana w Marinmuseum w Karlskronie.

## Projekt i budowa
W 1900 roku szwedzki inżynier budowy okrętów Carl Eric Richson udał się do USA, gdzie zapoznał się z amerykańskimi doświadczeniami z projektowania i budowy okrętów podwodnych (m.in z konstrukcją USS „Holland” i jednostek typu Plunger). Po powrocie do kraju na podstawie konstrukcji tego ostatniego typu Richson opracował projekt pierwszego szwedzkiego okrętu podwodnego, zaakceptowany 28 listopada 1902 roku osobiście przez króla Oskara II (po wcześniejszym zatwierdzeniu przez Riksdag kwoty 400 000 koron na jego budowę). Przyjęto konstrukcję jednokadłubową z niewielkim kioskiem, pełniącym funkcję studzienki zejściowej i stanowiska sternika. 
Okręt zbudowany został w tajemnicy w krajowej stoczni Örlogsvarvet w Sztokholmie. Stępkę położono w końcu 1902 roku, a wodowanie odbyło się 16 lipca 1904 roku. Podczas chrztu okręt otrzymał nazwę „Hajen” (szw. rekin).

## Dane taktyczno-techniczne
„Hajen” był okrętem podwodnym konstrukcji jednokadłubowej o długości całkowitej 21,6 metra (19,8 metra na wodnicy), szerokości 3,64 metra i zanurzeniu 2,98 metra. Wyporność normalna w położeniu nawodnym wynosiła 107 ton (pełna 111 ton), a w zanurzeniu 127 ton . Okręt napędzany był na powierzchni przez 4-cylindrowy silnik spalinowy systemu Körtinga firmy Augustendal Avance o mocy 200 KM, zasilanym olejem parafinowym. Napęd podwodny zapewniał silnik elektryczny firmy Luth & Rosén o mocy 70 KM. Jednośrubowy układ napędowy umożliwiał osiągnięcie prędkości 9,5 węzła na powierzchni i 7 węzłów w zanurzeniu. Zapas paliwa wynosił 2,2 tony. Zasięg w położeniu nawodnym wynosił 640 Mm przy prędkości 8 węzłów. Dopuszczalna głębokość zanurzenia wynosiła 30 metrów .
Okręt wyposażony był w jedną stałą dziobową wyrzutnię torped kalibru 450 mm, z łącznym zapasem trzech torped .
Załoga okrętu składała się z 11 oficerów, podoficerów i marynarzy.

## Służba

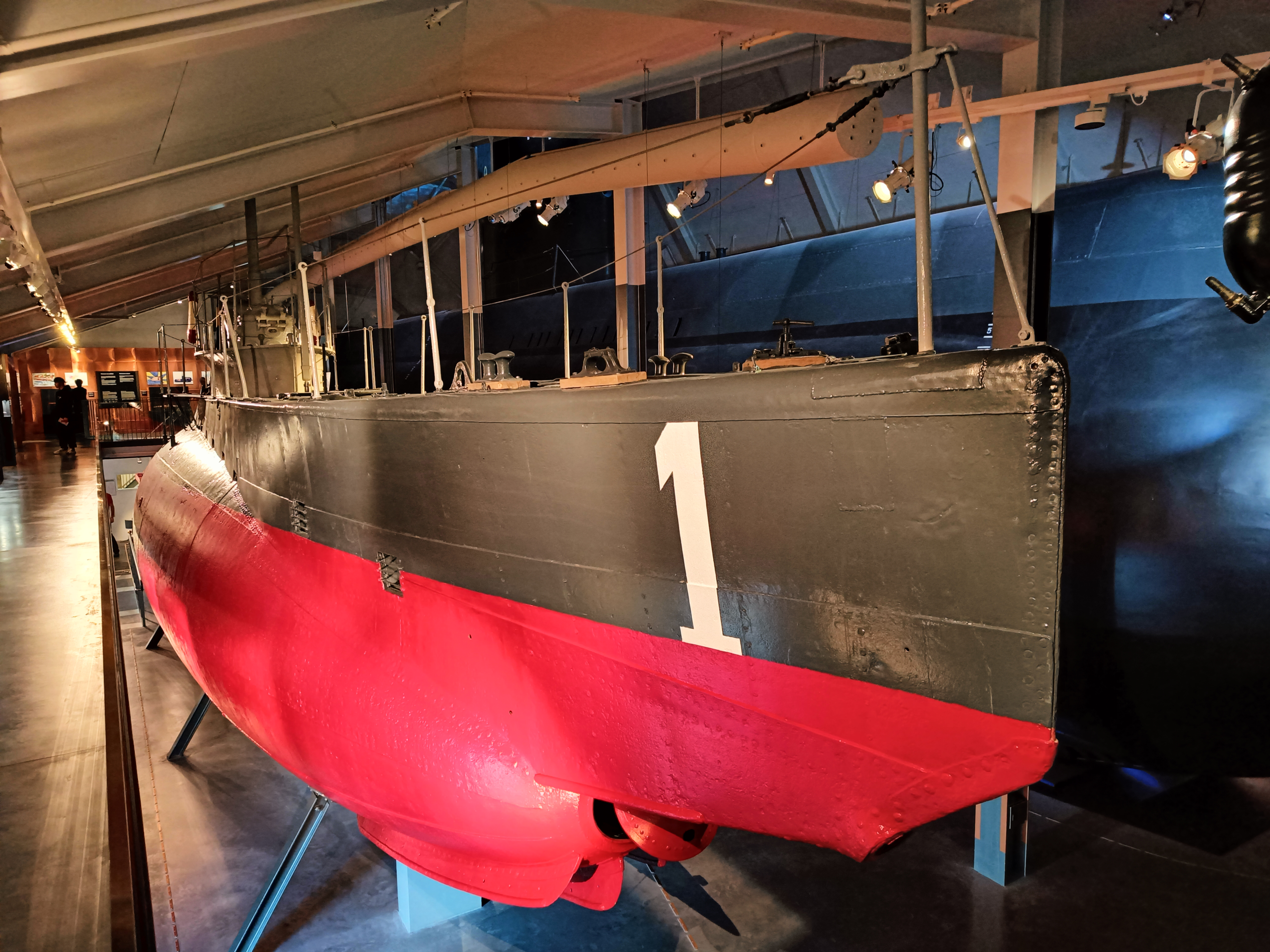
„Hajen” eksponowany w Marinmuseum w Karlskronie

„Hajen” został wcielony do służby w Svenska marinen 18 listopada 1904 roku. Pierwszym dowódcą jednostki został kpt. mar. Georg Waldemar Magnusson, a okręt został przyporządkowany nowo utworzonej 1. Flotylli Okrętów Podwodnych (szw. 1. Första ubåtsflottiljen). Jednostka borykała się z wieloma problemami technicznymi związanymi z napędem: wiosną 1905 roku przeprowadzono testy siłowni, po których 20 lipca tego roku uznano okręt za zdolny do służby operacyjnej. Latem 1905 roku „Hajen” został Kanałem Gotyjskim przerzucony na zachodnie wybrzeże Szwecji w związku z kryzysem w relacjach z Norwegią. W 1909 roku „Hajen” utracił swoją nazwę i otrzymał numer taktyczny 1 (szw. Undervattensbåten No 1), w związku z przeklasyfikowaniem na okręt podwodny 2. klasy. Od tego momentu jednostka pełniła funkcję szkolną. W latach 1915–1916 w stoczni Bergsunds Mekaniska Verkstad w Sztokholmie okręt przeszedł modernizację, obejmującą przedłużenie nadwodnej części dziobowej kadłuba o 1,8 metra (długość całkowita wzrosła do 23,4 metra), powiększenie kiosku oraz wymianę sprawiającego ciągłe kłopoty zasilanego olejem parafinowym silnika na 4-cylindrowy silnik wysokoprężny Atlas U II o mocy 135 KM.
W 1919 roku okręt został rozbrojony i wycofany ze służby, a 25 sierpnia 1922 roku skreślono go z listy floty. Jednostka trafiła do stoczni Lindholmen w Göteborgu, gdzie po wymontowaniu siłowni służyła w latach 20. XX wieku jako pływający magazyn. W 1932 roku były „Hajen” stał się okrętem-muzeum. W latach 1997–2014 okręt wystawiony był na zewnętrznej ekspozycji Marinmuseum w Karlskronie, a od czerwca 2014 roku znajduje się w Hali Okrętów Podwodnych tegoż muzeum, w towarzystwie zbudowanego na przełomie lat 70. i 80. XX wieku HMS „Neptun”.